# Халди
Халди́ (рос. Халды) — село у складі Селтинського району Удмуртії, Росія.

## Населення
Населення — 365 осіб (2010; 419 в 2002).
Національний склад станом на 2002 рік:
- росіяни — 53 %
- удмурти — 46 %

## Урбаноніми[3]
- вулиці — Колгоспна, Лісова, Лучна, Молодіжна, Північна, Польова, Радянська, Рибовод, Садова, Шкільна